# George Petruca
George Petruca (n. 4 mai 1876, Crasna, comitatul Sălaj, Regatul Ungariei (în prezent, Crasna, Sălaj) - d. noiembrie 1978, Cluj-Napoca, RSR) a fost un deputat în Marea Adunare Națională de la Alba Iulia, organismul legislativ reprezentativ al „tuturor românilor din Transilvania, Banat și Țara Ungurească”, cel care a adoptat hotărârea privind Unirea Transilvaniei cu România, la 1 decembrie 1918.

## Biografie
Școala primară o va face în satul natal și la Aghireș, liceul la Zalău. Studiază teologia, la Gherla, între anii 1912-1918. Urmează Facultatea de litere și filosofie din Budapesta. Până la Unire a fost profesor.

## Activitate politică
În septembrie 1918 se întoarce în Sălaj, stabilindu-se la Jibou. A luat parte la constituirea C.N.R. din Jibou iar la sfârșitul lunii noiembrie 1918 a fost ales delegat al românilor din cercul electoral Dioșod la Marea Adunare Națională de la Alba-Iulia.
După Marea Unire a devenit redactor la publicația săptămânală clujeană Consum, iar în 1944 contribuie la reorganizarea liceului "George Barițiu" din Cluj, unde a și funcționat ca profesor de limba română.